# اعثمانن (أزغار)
اعثمانن هو دُوَّار يقع بجماعة رواضي، إقليم الحسيمة، جهة طنجة تطوان الحسيمة في المملكة المغربية. ينتمي الدوّار لمشيخة أزغار التي تضم 14 دوار. يقدر عدد سكانه بـ 679 نسمة حسب الإحصاء الرسمي للسكان والسكنى لسنة 2004.

## روابط خارجية
- البوابة الوطنية للجماعات الترابية
- المندوبية السامية للتخطيط